# Aeroportul North Ronaldsay
Aeroportul North Ronaldsay (IATA: NRL, ICAO: EGEN) este un aeroport din Orkney, Scoția, Regatul Unit ce deservește zona North Ronaldsay⁠(d). A fost numit după zona deservită.
Situat la o altitudine de 17 m, aeroportul dispune de 2 piste.

## Infrastructură

### Piste
Aeroportul dispune de 2 piste. Pista 03/21 are suprafața de construction aggregate[*] și dimensiunile 331 m × 18 m. Pista 10/28 are suprafața de construction aggregate[*] și dimensiunile 527 m × 18 m. 